# Joseph Barbanègre

Herb gen. bryg. Josepha Barbanègre, barona Cesarstwa i kawalera Legii Honorowej

Joseph Barbanègre (ur. 22 sierpnia 1772 w Pontacq, zm. 7 listopada 1830 w Paryżu) – francuski generał brygady (piechota), bohater wielu bitew wojen napoleońskich. Wsławił się bohaterską obroną twierdz w Szczecinie u ujścia Odry i w Huningue nad Renem pod Bazyleą. Kawaler Legii Honorowej (25 grudnia 1805) i baron Cesarstwa (20 sierpnia 1809).

## Kalendarium z okresuCesarstwa
- 17 grudnia 1799 – kapitan 1. batalionu auxyliarnego Girondy
- 20 lipca 1800 – kapitan Gwardii Konsularnej
- 21 stycznia 1804 – szef batalionu
- 29 sierpnia 1805 – pułkownik, dowódca 48. pułku piechoty liniowej
- 2 grudnia 1805 – udział w bitwie pod Austerlitz
- 14 października 1806 – udział w bitwie pod Jeną-Auerstedt
- 7 – 8 lutego 1807 – udział w bitwie pod Iławą Pruską
- 21 marca 1809 – generał brygady
- 19 kwietnia 1809 – dowódca 2. brygady (2. dywizja piechoty, III Korpus)
- 21 – 22 kwietnia 1809 – udział w bitwie pod Eckmühl
- 5 – 6 lipca 1809 – udział w bitwie pod Wagram
- 2 września 1812 – dowódca 1. brygady (4. dywizja piechoty, I Korpus), komendant placu w Smoleńsku
- 15 – 18 listopada 1812 – udział w bitwie pod Krasnym
- styczeń 1813 – komendant placu (dowódca garnizonu) w Szczecinie
- 5 grudnia 1813 – po kapitulacji Szczecina – wzięty do niewoli
- 13 lipca 1814 – powrót do Francji
- 3 maja 1815 – dowódca twierdzy Huningue
- 26 czerwca – 26 sierpnia 1815 – niezwykle bohaterska obrona twierdzy Huningue (załoga 2343 żołnierzy przeciwko oblegającym ją 17 tys. oddziałom korpusowi austriackiemu arcyksięcia Johanna i szwajcarskim[1])
- 1830 – pochowany na paryskim cmentarzu Cimetière du Père-Lachaise (w kwaterze 28 – marszałków i generałów Cesarstwa Francuskiego)

## Odznaczenia[2]
- Komandor Legii Honorowej
- Kawaler Order Wojskowy Świętego Henryka (Królestwo Saksonii)